# Bahnstrecke Boston–Revere
| Streckenlänge: | 10,03 km                                            |                                             |                                             |
| Spurweite: | 1435 mm (Normalspur)                                |                                             |                                             |
| Zweigleisigkeit: | gesamte Strecke                                     |                                             |                                             |
| |                                                     |                                             |                                             |
| Gesellschaft: | MBTA                                                |                                             |                                             |
| Mitbenutzungsrecht: | gesamte Strecke: PAR Reading Junction–Everett: CSXT |                                             |                                             |
| \| \| 0,00 \| Boston MA North Station \| Boston MA North Station \| \| \| \| Charles River \| (Hubbrücke) \| \| \| \| nach Lowell \| \| \| \| ? \| Güterbf. Charlestown \| Güterbf. Charlestown \| \| \| \| Verbindung nach Fitchburg \| \| \| \| \| Strecke Boston–Fitchburg \| \| \| \| \| Verbindung nach Lowell \| \| \| \| \| von Allston \| \| \| \| \| U-Bahn Boston (Orange Line) \| \| \| \| \| Anschluss Massport \| \| \| \| \| Verbindung Mystic Junction–Massport \| \| \| \| \| Verbindung von Mystic Junction \| \| \| \| 2,38 \| East Somerville MA \| East Somerville MA \| \| \| \| Interstate 93 \| \| \| \| \| Boston Elevated Railway \| \| \| \| \| nach Wilmington Junction (Reading Junction) \| \| \| \| \| Mystic River \| \| \| \| \| nach East Boston \| \| \| \| 5,15 \| Everett MA (früher South Malden) \| Everett MA (früher South Malden) \| \| \| \| nach Saugus \| \| \| \| \| Boston Elevated Railway \| \| \| \| 6,04 \| East Everett MA \| East Everett MA \| \| \| 7,39 \| Chelsea MA \| Chelsea MA \| \| \| \| Bay State Street Railway \| \| \| \| \| Verbindung von East Boston \| \| \| \| 9,27 \| Forbes Street \| Forbes Street \| \| \| 10,03 \| Revere MA (ehem. Keilbahnhof) \| Revere MA (ehem. Keilbahnhof) \| \| \| \| von East Boston \| \| \| \| \| nach Portsmouth \| \| |                                                     |                                             |                                             |
| Kopfbahnhof Streckenanfang | 0,00                                                | Boston MA North Station                     | Boston MA North Station                     |
| Brücke über Wasserlauf |                                                     | Charles River                               | (Hubbrücke)                                 |
| Abzweig geradeaus und ehemals nach links |                                                     | nach Lowell                                 | nach Lowell                                 |
| Dienststation / Betriebs- oder Güterbahnhof | ?                                                   | Güterbf. Charlestown                        | Güterbf. Charlestown                        |
| Abzweig geradeaus und nach links |                                                     | Verbindung nach Fitchburg                   | Verbindung nach Fitchburg                   |
| Kreuzung (Querstrecke außer Betrieb) |                                                     | Strecke Boston–Fitchburg                    | Strecke Boston–Fitchburg                    |
| Abzweig geradeaus und nach links |                                                     | Verbindung nach Lowell                      | Verbindung nach Lowell                      |
| Abzweig geradeaus und von links |                                                     | von Allston                                 | von Allston                                 |
| Kreuzung mit U-Bahn geradeaus unten |                                                     | U-Bahn Boston (Orange Line)                 | U-Bahn Boston (Orange Line)                 |
| Abzweig geradeaus und nach rechts |                                                     | Anschluss Massport                          | Anschluss Massport                          |
| Kreuzung (Querstrecke außer Betrieb) |                                                     | Verbindung Mystic Junction–Massport         | Verbindung Mystic Junction–Massport         |
| Abzweig geradeaus und von links |                                                     | Verbindung von Mystic Junction              | Verbindung von Mystic Junction              |
| Dienststation / Betriebs- oder Güterbahnhof | 2,38                                                | East Somerville MA                          | East Somerville MA                          |
| Strecke mit Straßenbrücke |                                                     | Interstate 93                               | Interstate 93                               |
| Kreuzung mit U-Bahn geradeaus unten (Querstrecke außer Betrieb) |                                                     | Boston Elevated Railway                     | Boston Elevated Railway                     |
| Abzweig geradeaus und nach links |                                                     | nach Wilmington Junction (Reading Junction) | nach Wilmington Junction (Reading Junction) |
| Brücke über Wasserlauf |                                                     | Mystic River                                | Mystic River                                |
| Abzweig geradeaus und nach rechts |                                                     | nach East Boston                            | nach East Boston                            |
| Dienststation / Betriebs- oder Güterbahnhof | 5,15                                                | Everett MA (früher South Malden)            | Everett MA (früher South Malden)            |
| Abzweig geradeaus und nach links |                                                     | nach Saugus                                 | nach Saugus                                 |
| Kreuzung mit U-Bahn geradeaus unten (Querstrecke außer Betrieb) |                                                     | Boston Elevated Railway                     | Boston Elevated Railway                     |
| ehemaliger Haltepunkt / Haltestelle | 6,04                                                | East Everett MA                             | East Everett MA                             |
| Haltepunkt / Haltestelle | 7,39                                                | Chelsea MA                                  | Chelsea MA                                  |
| Kreuzung geradeaus unten (Querstrecke außer Betrieb) |                                                     | Bay State Street Railway                    | Bay State Street Railway                    |
| Abzweig geradeaus und ehemals von rechts |                                                     | Verbindung von East Boston                  | Verbindung von East Boston                  |
| ehemaliger Haltepunkt / Haltestelle | 9,27                                                | Forbes Street                               | Forbes Street                               |
| Dienststation / Betriebs- oder Güterbahnhof | 10,03                                               | Revere MA (ehem. Keilbahnhof)               | Revere MA (ehem. Keilbahnhof)               |
| Abzweig geradeaus und ehemals von rechts |                                                     | von East Boston                             | von East Boston                             |
| Strecke |                                                     | nach Portsmouth                             | nach Portsmouth                             |

Die Bahnstrecke Boston–Revere ist eine Eisenbahnstrecke in Massachusetts (Vereinigte Staaten). Die Strecke ist etwa zehn Kilometer lang und verbindet die Städte Boston, Somerville, Everett, Chelsea und Revere. Die Strecke gehört der Massachusetts Bay Transportation Authority, die den Personenverkehr betreibt. Den Güterverkehr betreiben die Pan Am Railways und auf dem Abschnitt von Reading Junction bis Everett auch die CSX Transportation.

## Geschichte
Die Eastern Railroad hatte 1840 ihre Hauptstrecke von East Boston nach Portsmouth eröffnet. Die Fahrgäste mussten, um nach Boston zu gelangen, in East Boston auf eine Fähre umsteigen. Auch der größte Konkurrent der Eastern, die Boston and Maine Railroad, hatte ein ähnliches Problem, sie musste von Boston bis Wilmington die Strecke der Boston and Lowell Railroad mitbenutzen, wodurch es oft zu Verspätungen kam. Die Boston&Maine löste 1845 dieses Problem durch den Bau einer eigenen Strecke in die Innenstadt von Boston. Nun wollte auch die Eastern eine solche Strecke bauen. Inzwischen war die Grand Junction Railroad geplant, eine Verbindungsbahn zwischen den Bahnstrecken im Norden der Stadt, die 1852 eröffnet wurde. Die Eastern sah diese Strecke als Chance, kostengünstig in die Innenstadt vordringen zu können. Sie baute daher gleichzeitig eine Verbindungsstrecke zur Grand Junction Railroad von Revere nach Chelsea, die ebenfalls 1852 als Chelsea Branch eröffnet wurde. 
Sie baute jedoch auch einen eigenen Endbahnhof an der Causeway Street in Boston und konnte dabei zwischen Chelsea und Somerville die Grand Junction Railroad, insbesondere deren Brücke über den Mystic River mitbenutzen. Im April 1854 ging die Strecke in Betrieb und die Personenzüge der Eastern fuhren nun bis Boston. Da auf der Grand Junction Railroad kein Personenverkehr stattfand, erschloss die Eastern somit auch die Städte Everett und Chelsea für den Vorortverkehr. Die Strecke wurde sehr dicht befahren, sodass schon nach wenigen Jahren zwischen Chelsea und Somerville eine eigene, zweigleisige Strecke unmittelbar neben der Grand Junction Railroad gebaut wurde. Lediglich die Brücke über den Mystic River wurde weiterhin mitbenutzt, jedoch ebenfalls zweigleisig ausgebaut. An der Causeway Street lagen ursprünglich vier Kopfbahnhöfe unmittelbar nebeneinander, von denen mittlerweile drei durch die Boston&Maine betrieben wurden. 1894 ersetzte daher die an der gleichen Stelle gebaute Boston North Station diese drei Endbahnhöfe.
Der Betreiber der Strecke wechselte häufiger, 1884 übernahm die Boston&Maine ihren Konkurrenten und betrieb die Strecke fortan. Der Personenverkehr, der bereits ab 1965 durch die Massachusetts Bay Transportation Authority (MBTA) subventioniert wurde, ging 1976 vollständig an diese Gesellschaft über, die die Strecke kaufte. Den Güterverkehr betrieb weiterhin die Boston&Maine, bzw. ab 1983 ihr Nachfolger, die Guilford Transportation, die seit 2006 unter dem Namen Pan Am Railways firmiert. Da auch der zur Strecke gehörende ehemals mitbenutzte Abschnitt der Grand Junction Railroad auf die MBTA überging, hat nunmehr die CSX Transportation, die die noch vorhandenen Abschnitte der Grand Junction Railroad besitzt, ein Mitbenutzungsrecht für diesen Abschnitt, das sie zur Anbindung einiger Industrie- und Hafenanlagen in Everett nutzt.

## Streckenbeschreibung
Die Strecke beginnt in der Boston North Station. Bis 1894 hatte sie einen eigenen Endbahnhof an gleicher Stelle, der von Osten gesehen der zweite der vier Kopfbahnhöfe war, die hier direkt nebeneinander lagen. Noch im Bahnhofsbereich beginnt die viergleisige Brücke über den Charles River. Direkt danach erweitert sich das Gleisfeld wieder und es schließt sich der Güterbahnhof Charlestown an. Auf den folgenden zwei Kilometern zweigen die Bahnstrecken ab, die ebenfalls in der North Station enden. Von hier bis Chelsea verläuft die Strecke der Grand Junction Railroad direkt neben der Bahnstrecke nach Revere. Die gemeinsame Brücke dieser beiden Strecken über den Mystic River stellt das größte Kunstbauwerk der Strecke dar. Unmittelbar nach dieser Brücke beginnt der Bahnhofsbereich von Everett. Hier biegt die Strecke nach Osten ab und führt durch East Everett und Chelsea bis nach Revere, wo sich ein Keilbahnhof befand. Die Strecke mündet hier in die Eastern-Hauptstrecke ein, deren südlicher Abschnitt von Revere nach East Boston jedoch stillgelegt ist, sodass Revere nunmehr kein Knotenbahnhof mehr ist. Von den ehemals sieben Stationen der Strecke werden nur noch der Endbahnhof in Boston sowie der zum einfachen Haltepunkt zurückgebaute Bahnhof Chelsea bedient. Die Stadt Everett mit über 40.000 Einwohnern besitzt wie auch Revere mit über 50.000 Einwohnern keinen Personenhalt mehr.

## Unfälle
Der folgenschwerste Eisenbahnunfall in Massachusetts, der Eisenbahnunfall von Revere, ereignete sich am Abend des 26. August 1871 im Bahnhof von Revere, als dort ein Schnellzug mit noch etwa 10 Meilen pro Stunde auf einen am Bahnsteig stehenden, stark besetzten Nahverkehrszug auffuhr. 29 Menschen verloren dabei ihr Leben. In der Folge dieses Unfalls musste die Eastern, die sich bis dahin gegen telegraphische Zugabfertigung verweigert hatte, ihre Streckensicherungseinrichtungen modernisieren, was aufgrund der finanziellen Probleme 13 Jahre später letztlich zur Übernahme durch die Boston & Maine führte.
Auf einem Bahnübergang in Everett stieß am 27. Dezember 1966 ein aus einem Budd Rail Diesel Car bestehender Personenzug mit einem Tanklaster zusammen, der auf den Gleisen liegengeblieben war. Der auslaufende Treibstoff entzündete sich und 13 Menschen starben.